# Morphocorixa
Morphocorixa is een geslacht van wantsen uit de familie van de Corixidae (Duikerwantsen). Het geslacht werd voor het eerst wetenschappelijk beschreven door Jaczewski in 1931.

## Soorten
Het genus bevat de volgende soorten:

- Morphocorixa beameri (Hungerford, 1928)
- Morphocorixa beameriella J. Polhemus & Janssons, 1987
- Morphocorixa beameroidea (Hungerford, 1939)
- Morphocorixa compacta (Hungerford, 1925)
- Morphocorixa conatula Jansson & J. Polhemus, 1987
- Morphocorixa guatemalensis (Champion, 1901)
- Morphocorixa lundbladi (Jaczewski, 1931)
- Morphocorixa ocotlanensis (Jaczewski, 1933)
- Morphocorixa tarahumara J. Polhemus & Jansson, 1987
- Morphocorixa yaqui J. Polhemus & Jansson, 1987
- Morphocorixa zinacateca Jansson, 1987